# Crithagra albogularis
El serín gorjiblanco (Crithagra albogularis) es una especie de ave paseriforme de la familia Fringillidae propia de África austral.

## Descripción
El serín gorjiblanco es un pequeño pájaro de unos 15 cm de largo con plumaje generalmente de color oscuro amarillento. Tiene un pico de color muy oscuro y el iris marrón. Sus patas son de color marrón. El macho y la hembra tienen apariencias externas similares, y los juveniles se parecen a los adultos.

## Distribución
Se encuentra en Angola, Botsuana, Lesoto, Namibia y Sudáfrica.